# Turawa-Stausee
Der Turawa-Stausee (polnisch Jezioro Turawskie) ist eine Talsperre und befindet sich nordöstlich der oberschlesischen Stadt Oppeln (polnisch Opole) in Polen. Er wird von den Flüssen Mała Panew (Malapane) und Libawa gespeist.
Er hat ein Fassungsvermögen von 90 Millionen m³, eine Fläche von ca. 20 km² und ist maximal 13 m tief.

## Geschichte
Der Stausee wurde in der Zeit von 1933 bis 1938 im damaligen Landkreis Oppeln ausgehoben und ist als Hitlersee auf zeitgenössischen Landkarten verzeichnet.
Während der Bauzeit wurde unter Leitung des Archäologen G. Raschke das Gebiet archäologisch untersucht und es wurden Spuren spätrömischer Siedlungen aus dem 3./4. Jahrhundert n. Chr. gefunden.
Durch den Bau versanken folgende Orte, Einschichten und Gehöfte: Beatenhof, Zamoscie, Krzysline, Vorwerk Kuchara, Schrotmühle, Ledwigsmühle.

## Umgebung
In seiner unmittelbaren Umgebung befinden sich die Dörfer Kotórz Wielki (Groß Kottorz), Kotórz Mały (Klein Kottorz), Turawa, Marszałki (Marscholken), Rzędów (Friedrichsfelde), Dylaki (Dylocken), Jedlice (Jedlitze), Antoniów (Antonia), Szczedrzyk (Sczedrzik) und Niwki (Tempelhof). Die Stadt Ozimek (deutsch Malapane) befindet sich 5 km südöstlich des Sees.

## Nutzung
Der Turawa-Stausee ist heute ein Erholungszentrum mit mehreren Campingplätzen. Die polnische Bezeichnung Jeziora Turawskie bezieht sich auf den Turawa-Stausee – (Duże) Jezioro Turawskie – sowie zwei kleine Baggerseen (Średnie Jezioro und Małe Jezioro), die als Kiesgruben im Zuge des Stauseebaus entstanden sind.